# Okkult írók listája
Nevezetes okkult írók listája:

## A-B
- Evangeline Adams
- Heinrich Cornelius Agrippa
- Albertus Magnus
- Alipili
- Margot Anand
- Victor Anderson
- Antero Alli
- Tyanai Apollóniosz
- Dolores Ashcroft-Nowicki
- Elias Ashmole
- Freya Aswynn
- William Walker Atkinson
- Michael "Atters" Attree
- Alice Bailey
- Franz Bardon
- Francis Barrett
- J. G. Bennett
- Michael Bertiaux
- Annie Besant
- Hakim Bey
- Paul Beyerl
- A. G. E. Blake
- Steve Blamires
- Helena Blavatsky
- Gavin Bone
- Isaac Bonewits
- Santiago Bovisio
- Brother XII
- Thomas Browne
- Giordano Bruno
- Raymond Buckland
- Zsuzsanna Budapest (álnév)
- E. A. Wallis Budge
- Edward Bulwer-Lytton
- W. E. Butler
- William Breeze

## C-D
- Augustin Calmet
- Baba Raúl Cañizares
- Philip Carr-Gomm
- Peter J. Carroll
- Paul Foster Case
- Carlos Castaneda
- Richard Cavendish
- Edgar Cayce
- Lucille Cedercrans
- Cheiro
- Jean Chevalier
- Andrew D. Chumbley
- Chic Cicero
- Sandra Tabatha Cicero
- Lewis de Claremont
- Chas S. Clifton
- D. J. Conway
- Aleister Crowley
- Vivianne Crowley
- Kerr Cuhulain
- Scott Cunningham
- Phyllis Curott
- Yliaster Daleth (Kolonics István)
- Arthur Dee
- John Dee
- Ernesto de Martino
- Peter Deunov
- Nevill Drury
- Gerina Dunwich
- Lon Milo DuQuette

## E-F
- Cassandra Eason
- Robert Lee "Skip" Ellison
- Gérard Encausse
- Julius Evola
- Janet Farrar
- Stewart Farrar
- LaSara Firefox
- Ed Fitch
- Dion Fortune
- Gavin Frost
- Yvonne Frost
- Fulcanelli
- J.F.C. Fuller

## G-H
- Yasmine Galenorn
- Laurence Galian
- Ann-Marie Gallagher
- Henri Gamache
- Gerald Gardner
- Peter H. Gilmore
- Migene Gonzalez-Wippler
- Kenneth Grant
- William G. Gray
- Allen H. Greenfield
- Raven Grimassi
- Stanislas de Guaita
- René Guénon
- Rosemary Ellen Guiley
- George Ivanovich Gurdjieff
- Manly P. Hall
- Bruce Barrymore Halpenny
- Jesse Wolf Hardin
- Michael Harner
- Franz Hartmann
- Max Heindel
- Hermes Trismegistus
- Phil Hine
- John George Hohman
- Murry Hope
- Ellic Howe
- Paul Huson
- Christopher Hyatt

## I-J
- Iamblikhosz
- Judika Illes
- Hargrave Jennings
- Charles Stansfeld Jones
- William Quan Judge
- Carl Gustav Jung

## K-L
- Amber K
- Jozef Karika
- Jan Kefer
- Richard Kaczynski
- Francis X. King
- Anna Kingsford
- Kenny Klein
- Gareth Knight
- Sirona Knight
- Donald Michael Kraig
- Dora van Gelder Kunz
- Roger de Lafforest
- Stephen Larsen
- L. W. de Laurence
- Anton LaVey
- Charles Webster Leadbeater
- Sybil Leek
- Éliphas Lévi
- Harvey Spencer Lewis
- Deborah Lipp

## M-N
- Simon mágus
- Nicholas R. Mann
- Al G. Manning
- Anthony Marais
- Louis Martinie'
- Martinus
- Samuel Liddell MacGregor Mathers
- Caitlin Matthews
- John Matthews
- Draja Mickaharic
- Giovanni Pico della Mirandola
- Patricia Monaghan
- Robert Monroe
- Sally Morningstar
- Dorothy Morrison
- Morwyn
- Ann Moura
- Joseph Murphy
- Nema
- Vicki Noble
- Nostradamus

## O-P
- Alfred Richard Orage
- P. D. Ouspensky
- Paracelsus
- Jack Parsons
- Christopher Penczak
- Gwydion Pendderwen
- Robert M. Place
- Rachel Pollack
- Arthur E. Powell
- Ali Puli
- James Morgan Pryse

## R-S
- Peryt Shou
- Paschal Beverly Randolph
- Silver RavenWolf
- Israel Regardie
- Wilhelm Reich
- Theodor Reuss
- Anna Riva
- Jane Roberts
- Helena Roerich
- Gabrielle Roth
- Subba Row
- Jozef Rulof
- Torkom Saraydarian
- Gershom Scholem
- Betty Schueler
- Gerald Schueler
- Gini Graham Scott
- M. R. Sellars
- Sepharial
- Miguel Serrano
- Idries Shah
- Katon Shual
- Stephen Skinner
- Austin Osman Spare
- Lewis Spence
- Starhawk
- Brad Steiger
- Diane Stein
- Rudolf Steiner
- Robert John Stewart
- Montague Summers
- Emanuel Swedenborg

## T-W
- Ralph Tegtmeier
- Luisah Teish
- Patricia Telesco
- Max Theon
- Edred Thorsson
- Johannes Trithemius
- Paul Twitchell
- Mellie Uyldert
- Doreen Valiente
- Arthur Edward Waite
- Samael Aun Weor
- William Wynn Westcott
- Colin Wilson
- Peter Lamborn Wilson
- Robert Anton Wilson
- Oswald Wirth

## Y-Z
- William Butler Yeats
- Paramahansa Yogananda
- Catherine Yronwode
- C. C. Zain
- a Zancigok
- Morning Glory Zell-Ravenheart
- Oberon Zell-Ravenheart

## Fordítás
- Ez a szócikk részben vagy egészben  a   List of occult writers című angol Wikipédia-szócikk fordításán alapul.  Az eredeti cikk szerkesztőit annak laptörténete sorolja fel. Ez a jelzés csupán a megfogalmazás eredetét és a szerzői jogokat jelzi, nem szolgál a cikkben szereplő információk forrásmegjelöléseként.